# Pierre Tal Coat
Pour les articles homonymes, voir Pierre Jacob et Jacob (homonymie).
 (décembre 2014).
Si vous disposez d'ouvrages ou d'articles de référence ou si vous connaissez des sites web de qualité traitant du thème abordé ici, merci de compléter l'article en donnant les références utiles à sa vérifiabilité et en les liant à la section « Notes et références ».
Pierre Tal Coat, pseudonyme de Pierre Jacob, né le 12 décembre 1905 à Clohars-Carnoët et mort le 11 juin 1985 à Saint-Pierre-de-Bailleul, est un peintre, graveur et illustrateur français de l'École de Paris.

## Biographie
Fils de marin-pêcheur, Pierre Tal Coat naît en 1905 à Clohars-Carnoët, à dix kilomètres de Quimperlé (Finistère). Il fréquente l'école primaire de 1912 à 1914. En 1915 son père meurt sur le front d'Argonne. Apprenti forgeron à partir de 1918 tandis qu'il commence à dessiner et sculpter, Tal Coat obtient une bourse de pupille de la Nation et entre à l'école primaire supérieure de Quimperlé. Clerc de notaire en 1923 à Arzano, mouleur et peintre céramiste à la faïencerie Henriot de Quimper en 1924, il dessine au crayon, au fusain ou au pastel, des personnages et des paysages de la campagne bretonne.
Arrivé à Paris en 1924, Tal Coat devient modèle à l’Académie de la Grande-Chaumière, mouleur à la Manufacture de Sèvres et se lie avec le peintre Émile Compard. En 1925 et 1926, il accomplit son service militaire dans les cuirassiers à Paris. Il rencontre alors Auguste Fabre et Henri Bénézit, et expose dans leur galerie sous le pseudonyme de Tal Coat (« front de bois » en breton) qu’il gardera toute sa vie, pour éviter l'homonymie avec le poète quimpérois Max Jacob. De retour à Paris en 1930, après un séjour en Bretagne à Doëlan de 1927 à 1929, il se lie avec Francis Gruber, puis André Marchand, Gertrude Stein, Francis Picabia, Ernest Hemingway, Alberto Giacometti, Balthus, Antonin Artaud, Tristan Tzara et Paul-Émile Victor. À partir de 1935, il est membre du groupe Forces nouvelles. En 1936, il proteste contre la guerre d'Espagne avec sa série des Massacres. 

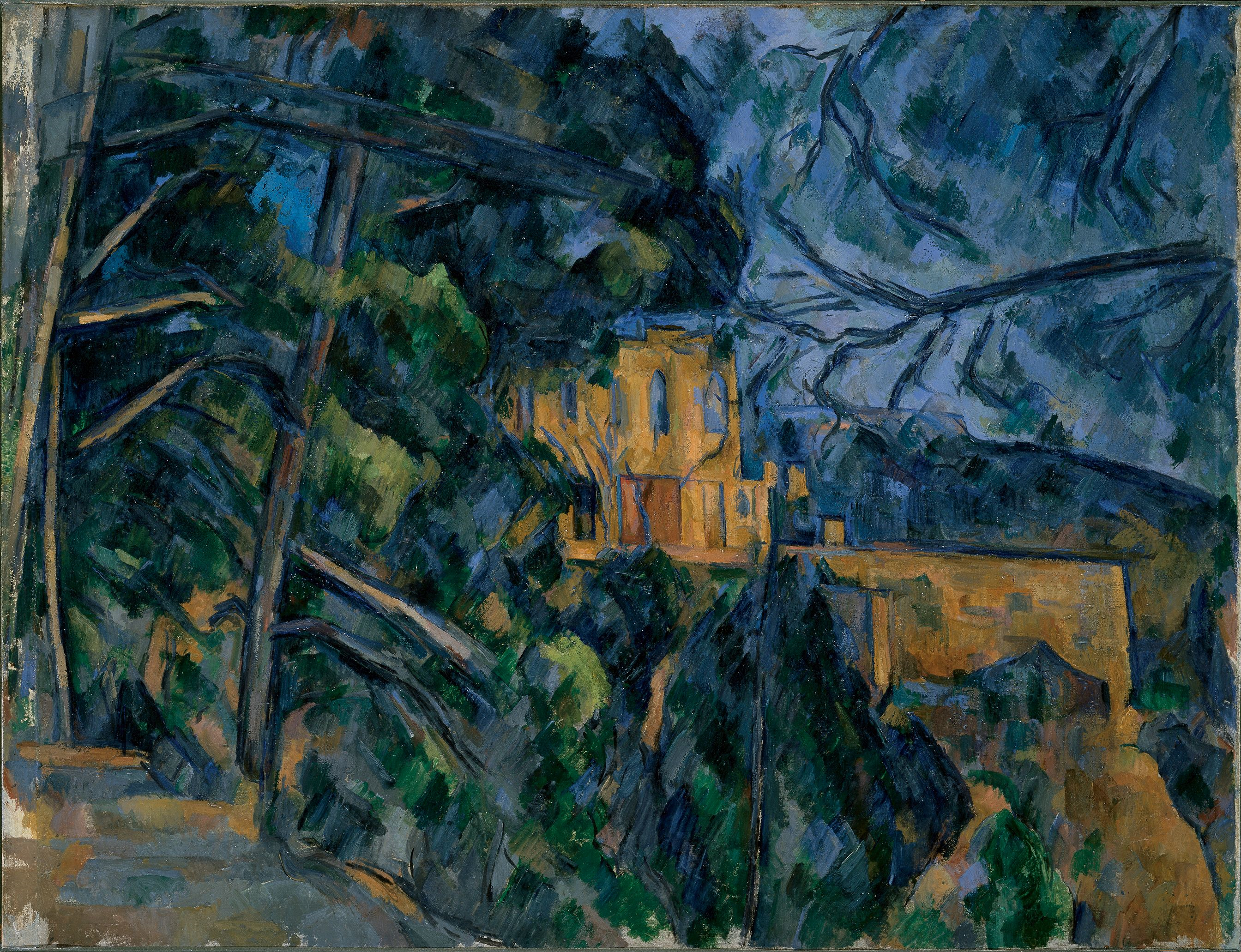
Paul Cézanne, Le Château Noir (1900-1904), où s'installe Tal Coat jusqu'en 1956.

Il est mobilisé en 1939 à Saint-Germain-en-Laye puis à Ermenonville dans le service du camouflage. Démobilisé en 1940 à Montauban, Tal Coat gagne Aix-en-Provence avec André Marchand, ville où se sont réfugiés de nombreux artistes, notamment Charles-Albert Cingria et Blaise Cendrars. Il participe en 1941 à l'exposition des « Vingt jeunes peintres de tradition française » organisée par Jean Bazaine et expose à la galerie de France en 1943. Rentré à Paris en 1945, il participe au premier Salon de Mai. Il retourne l'année suivante au Château Noir (remise de Paul Cézanne quand il peignait au Tholonet, au pied de la montagne Sainte-Victoire). Il y fait la connaissance d'André Masson, ainsi que du philosophe Henri Maldiney et du poète André du Bouchet qui deviennent ses intimes. Sa peinture devient alors de plus en plus abstraite.
Avec les artistes de la nouvelle École de Paris, la galerie de France (de 1943 à 1965), les galeries Maeght (de 1954 à 1974), Benador (de 1970 à 1980) puis la galerie H-M, la galerie Clivages et la galerie Berthet Aittouarès exposent ensuite régulièrement sa peinture. En 1956, seize de ses peintures sont présentées à la Biennale de Venise avec celles de Jacques Villon et de Bernard Buffet. Aux côtés de Joan Miró et de Raoul Ubac, il collabore en 1963 aux réalisations de la Fondation Maeght par une mosaïque pour le mur d'entrée et reçoit en 1968 le grand prix national des arts. Une exposition rétrospective lui est consacrée au Grand Palais à Paris en 1976.
À partir de 1961, Tal Coat s'installe à la chartreuse de Dormont (Saint-Pierre-de-Bailleul), près de Vernon (Eure), en Normandie. Il y meurt en 1985.

## L'œuvre
La peinture de Tal Coat s'est développée en séries, notamment :
- 1936-1937 : série des Massacres de la guerre d'Espagne ;
- 1938-1939 : série de Paysages (Bretagne, Bourgogne, Île-de-France) ;
- 1942 : série de Natures mortes ;
- 1945-1946 : séries des Poissons et des Aquariums ;
- 1946 : séries des Mouvements d'eau et des Rochers ;
- 1952-1953 : séries des Passages et des Signes ;
- 1958 : séries des Lignes de pierre et de silex, des Troupeaux et des Vols ;
- 1961 : séries des Colzas et des Coquelicots.

## Expositions
- 2019 : Tal Coat 1905-1985, Musée de Pont-Aven.
- 2017 : Tal Coat, regard sans frontières, musée Quesnel-Morinière, Coutances.
- 2017 : La liberté farouche de peindre, musée Granet, Aix-en-Provence.
- 2017 : Pierre Tal-Coat et André du Bouchet, Fondation Saint John Perse, Aix-en-Provence.
- 2016 : Pierre Tal-Coat, Nous sommes visités par le monde, Galerie Berthet Aittouarès, Paris.
- 2015-2016 : Hôtel de Limur, Vannes.
- 2011 : Domaine de Kerguéhennec.
- 2011 : Musée des Beaux-Arts, Mons.
- 2011 : Galerie Berthet Aittouarès, Paris.
- 2009 : Musée Estrine, Saint-Rémy-de-Provence.
- 2009 : Musée des Beaux-Arts, Tarbes.
- 2009 : Galerie Berthet Aittouarès, Paris.
- 2008-2009 : Musée des Beaux-Arts, Vannes.
- 2008 : Centre Pierre Tal-Coat, Domaine de Kerguéhennec, Bignan.
- 2007 : Pierre Tal-Coat Traverse, Galerie Berthet-Aittouares, Paris.
- 2006 : Centre méditerranéen d'art, Toulon.
- Galerie Pierre Tal-Coat, Hennebont.
- 2005-2006 : Carré d'arts, Nîmes.
- 2005 : Pierre Tal-Coat aurait 100 ans, Galerie Berthet-Aittouares, Paris.
- 2002 : Centre d'art plastique, Royan.
- 2002 : Galerie Berthet-Aittouares, Paris.
- 2000 : Au fil de l'eau, Musée d'Aix-en-Provence.
- 2000 : De Cézanne à Giacometti, Musée d’Orsay, Paris.
- 1999 : Tal Coat - L'énergie du blanc, Bibliothèque nationale de France, Paris.
- 1998 : Kunstmuseum, Winterthur, Suisse.
- 1998 : IVAM, Centre J.Gonzales, Valencia, Espagne.
- 1997 : Musée d'Art et d'Histoire de Genève, Suisse.
- 1997 : Musée d'Unterlinden, Colmar.
- 1997 : Musée Picasso, Antibes.
- 1996 : Chapelle des Ursulines, Quimperlé.
- 1996 : Les années Provence, Espace 21, Aix-en-Provence.
- 1995 : Centre d'Art Nicolas de Staël, Braine l'Alleud.
- 1994 : Hommage à Pierre Tal Coat, Biennale de Sao Paulo, Brésil.
- 1993 : Château du roi René, Tarascon.
- 1991 : Musée Matisse, Le Cateau-Cambrésis.
- 1988 : Musée des Beaux-Arts de Rennes.
- 1987 : Maison de la culture, Bourges.
- 1987 : Musée artothèque-médiathèque et école régionale des Beaux-Arts, Valence.
- 1985 : New Museum of contemporary Art, New York, USA.
- 1985 : Musée des Beaux-Arts de Quimper.
- 1985 : Musée d'Art et d'Histoire de Genève, Suisse.
- 1984: Centre culturel Noroit, Arras.
- 1976: Rétrospective Pierre Tal Coat, Grand Palais, Paris.
- 1975: Rétrospective Pierre Tal Coat (présentation de Gérald Collot), Musée royal d'Ueno, Tokyo, et Musée en plein air de Hakone, Japon[4].
- 1969: Trente ans de dessins, Palais de l'Europe, Menton.

## Illustration
Tal Coat a illustré de gouaches, dessins, pointes sèches ou aquatintes de nombreux livres d'art, notamment d'André du Bouchet (Cette surface, 1956 ; Sur le pas, 1959 ; Laisses, 1975 ; Où le soleil, 1978 ; Sous le linteau en forme de joug, 1978 ; Une tache, 1988 ; Deux traces vertes, 1991), Pierre Schneider (Traverse d'un plateau, 1963), Pierre Torreilles (Espace déluté, 1974), Philippe Jaccottet (À travers un verger, 1975), Claude Esteban (Veilleurs aux confins, 1978), Maurice Blanchot (Le Dernier à parler, 1984), Yves Peyré (Le Lointain foyer du jour, 1984), Pierre Lecuire (Bestiaire, 1985), Jacques Chessex (La Bête de Tal Coat, 1998 ; Sur une gravure de Tal Coat, 1998).

## Décorations
- Commandeur de l'ordre des Arts et des Lettres Il est promu au grade de commandeur le 10 juillet 1982[5].